# Giovanni Vieri
Giovanni Vieri (Roccastrada, 21 marzo 1847 – Roccastrada, 10 febbraio 1926) è stato un patriota e tipografo italiano.

## Biografia
Nato a Roccastrada da Sperandio Vieri e Giuseppa Cucinelli, nel 1864, all'età di 17 anni, mentre studia al seminario a Viterbo, viene a sapere dei progetti di Giuseppe Garibaldi, di terminare l'unificazione d'Italia. Senza pensarci due volte lascia gli studi e si arruola nelle camicie rosse. Partecipa con onore alla battaglia di Bezzecca (21 luglio 1866) e a quella di Mentana (3 novembre 1867) dove viene ferito gravemente a un braccio conquistando sul campo una medaglia al valore. Tornato a Roccastrada, fonda una tipografia, la Tipografia Vieri, tuttora esistente. Muore il 10 febbraio 1926 lasciando tre figli, Leone, Gemma, Dante.